# Бахметское
Бахметское — посёлок в Тугулымском городском округе Свердловской области России.

## Географическое положение
Посёлок Бахметское муниципального образования «Тугулымского городского округа» расположена в 14 километрах к западу от посёлка Тугулым (по автотрассе в 17 километрах), в лесной местности, близи рек Пышма и Тугулымка (левого притока реки Пышма). В окрестностях посёлка, в 20 километрах на север, имеется болото Бахметское.

## История
Решением Свердловского облисполкома № 75 от 02.02.1978 пос. Бахметская переименован в пос. Бахметское:
Внести уточнения в написание наименований населенных пунктов и изменить обозначение населенных пунктов: пос. Бахметское (вместо пос. Бахметская) Луговского поссовета
.

## Население
| 2002 | 2010 | 2021 |
| ---- | ---- | ---- |
| 53   | ↘32  | ↘11  |

## Инфраструктура
Путевое хозяйство. В посёлке имеется железнодорожная станция Бахметское Транссибирской железной дороги и железнодорожная ветка Бахметское — Ертарский (ширококолейная дорога, ныне не действующая,разобранная в начале 2000-х).

## Транспорт
Железнодорожный и автомобильный транспорт.
В 2,5 километрах проходит автодорога Сибирский тракт.